# Видикон
Видико́н (англ. Vidicon, от лат. video — вижу и др.-греч. εἰκών — изображение) — передающая телевизионная трубка с накоплением заряда, действие которой основано на внутреннем фотоэффекте. Наиболее распространённый тип передающей трубки в телевизионных передающих камерах до появления полупроводниковых матриц. Изображение в видиконе проецируется на плоскую мишень из полупроводникового материала, на котором накапливается потенциальный рельеф. Мишень сканируется электронным лучом, подключающим считываемый участок к нагрузке. Рельеф при этом разрушается и восстанавливается к моменту следующего прохода луча.
Идею трубки с использованием внутреннего фотоэффекта выдвинул в 1925 году советский учёный Александр Чернышёв.
Видиконы создают видеосигнал при минимальной освещённости мишени от десятых долей до десятков люкс, обеспечивая чёткость от 400 до 10 000 линий. Светочувствительность передающих камер на видиконе ограничена только шумами видеоусилителя и растёт при их уменьшении. Если потери из-за такого ограничения велики (например, при сверхвысоком разрешении), то используются видиконы, в которых отражённый от мишени луч усиливается вторично-электронным умножителем.

## Конструкция
В цилиндрической трубке размещён электронный прожектор, создающий электронный пучок небольшого диаметра (15—30 мкм) при токе порядка долей или единиц микроампер. Для фокусировки и отклонения электронного луча в видиконе используются электростатические или магнитные поля. Одним из важнейших узлов видикона является фотопроводящая мишень, которая содержит т. н. сигнальную пластину (прозрачную металлическую плёнку со стороны проецируемого изображения) и расположенный на ней со стороны объектива фотопроводящий слой. Вследствие непрерывного сканирования рабочей поверхности мишени электронным лучом фотопроводящий слой всегда заряжен. Элементарные участки мишени, равные по площади сечению луча, заряжаются лучом в моменты их коммутации. В остальное время — до следующего прохода луча в ходе развёртки (то есть практически в течение всего кадра) — данный участок мишени разряжается. Скорость разряда зависит от освещённости. Чем больше освещённость участка изображения, тем меньше электрическое сопротивление фотопроводника и тем быстрее происходит его разряд.
К моменту прихода луча потенциал мишени в участках с различной освещённостью неодинаков (на мишени образуется потенциальный «рельеф»), соответственно неодинаков и заряд этих участков. Заряд, «высаживаемый» на поверхность мишени в момент коммутации, в силу электростатического отталкивания выводит во внешнюю цепь такой же по величине заряд из сигнальной пластины. Заряд, теряемый мишенью в течение кадра, равен заряду, получаемому ею в момент коммутации. Таким образом, в цепи сигнальной пластины протекает ток, значение которого однозначно связано с распределением освещённости по поверхности мишени.
Мишени видикона, отличающиеся большим разнообразием конструкций (одни состоят из двух или трёх слоёв, другие имеют мозаичную структуру или включают гладкие и пористые прослойки), делятся на фоторезистивные и фотодиодные. В фоторезистивных мишенях процесс разряда определяется объёмными свойствами фотопроводящего слоя; фотоэффект в них характеризуется значительной инерционностью. Типичный материал фоторезистивных мишеней — трёхсернистая сурьма; используются также аморфный селен и некоторые другие. В фотодиодных мишенях разряд определяется свойствами p-n-перехода, которые обеспечивают полное разделение световых носителей и в связи с этим безынерционность, линейность световой характеристики, предельно высокую чувствительность прибора. В качестве материала таких мишеней обычно служат PbO, Si, CdSe и др.

## Пировидикон
Пировидикон (пирикон) — видикон с пироэлектрической мишенью. Эти приборы позволяли регистрировать инфракрасное излучение среднего, «теплового», диапазона с длинами волн до 14 мкм. В этом диапазоне излучают тела, нагретые до бытовых температур. На основе таких приборов строили первые тепловизоры.

## Разновидности
Дальнейшим развитием классического видикона стали его разновидности с изменённой конструкцией мишени. Практически каждый бренд видикона является собственной разработкой той или иной компании. Так, права на трубку типа «Сатикон» принадлежат фирме «Хитачи» (англ. Hitachi), «Ньювикон» разработан корпорацией «Мацусита» (англ. Matsushita, Panasonic Corporation), а наиболее известный «Плюмбикон» является торговой маркой концерна «Филипс» (англ. Philips), который на протяжении длительного периода был монопольным производителем этого типа передающих трубок, наилучшим образом подходящего для цветных трёхтрубочных телекамер.
Отказ руководства «Филипс» от поставок плюмбиконов в СССР в 1970-х годах заставил советских инженеров начать разработки аналогичной трубки. В 1972 году Всесоюзный научно-исследовательский институт электронно-лучевых приборов (ВНИИЭЛП) создал первые отечественные приборы нового поколения, получивший название «Глетикон». Большинство отечественных телекамер впоследствии оснащалось этой разновидностью видикона.
Для цветного телевидения созданы видиконы с внутренним цветоделением, самостоятельно формирующие цветоразностные сигналы. Самый известный видикон такой конструкции называется «Триникон», разработанный корпорацией «Сони» (англ. Sony).
По способу формирования развёртки видиконы могут быть разделены на две основные группы:
- с магнитным отклонением считывающего луча;
- с электрическим отклонением считывающего луча.

В телевизионных камерах, как правило, используются видиконы с магнитным отклонением. Видиконы с электростатической системой развёртки разрабатывались для систем технического зрения промышленных роботов, так как позволяют увеличить скорость развёртки и реализовать нестандартные её виды, в том числе радиальную, спиральную. Кроме того, при использовании видикона более простыми средствами достигается высокая линейность отклонения луча, размер растра не зависит от частоты отклоняющих сигналов и отсутствует поворот изображения при изменении напряжения на фокусирующем электроде.
С первых десятилетий XXI века для получения видеосигнала вместо устаревших вакуумных передающих трубок чаще используются полупроводниковые светочувствительные матрицы. Характеристики полупроводниковых преобразователей свет/сигнал не зависят от внешних магнитных полей, они не требуют прогрева и значительно устойчивее к механическим нагрузкам.

## Видиконы в космосе
Снимки Марса, сделанные видиконом, передавали межпланетные станции Маринер-4, Маринер-6, Маринер-7, Маринер-9,  Викинг-1, Викинг-2. Съёмку Меркурия на видикон произвела станция Маринер-10, а Сатурна, Урана, Нептуна и Титана — Вояджеры.